# Semice
Semice (en allemand : Semitz) est une commune du district de Nymburk, dans la région de Bohême-Centrale, en République tchèque. Sa population s'élevait à 1 353 habitants en 2020.

## Géographie
Semice se trouve à 5 km au nord-ouest de Lysá nad Labem, à 12,5 km au nord-est de Nymburk et à 33 km au nord-est de Prague.
La commune est limitée par Lysá nad Labem au nord, par Ostrá au nord et à l'est, par Hradištko à l'est, par Velenka et Starý Vestec au sud, et par Přerov nad Labem à l'ouest.

## Histoire
La première mention écrite de la localité date de 1352.

## Transports
Par la route, Semice se trouve à 6 km de Lysá nad Labem, à 17,5 km de Nymburk et à 38 km de Prague.